# Arena Kazanj
Arena Kazanj, stadion u ruskom gradu Kazanju kapaciteta 45 105 gledatelja. Počeo se graditi u svibnju 2010., a izgradnja je dovršena u srpnju 2013. godine. Projekt je izradila tvrtka Populous, a procijenjeno je da je na gradnju potrošeno oko 450 000 000 dolara. Na njemu se igraju utakmice najviše razine ruskog nogometa, a kao svoj stadion rabi ga FK Rubin Kazan.
Par velikih međunarodnih natjecanja održalo se ili će se održati među ostalim i u ovom športskom objektu. To su Ljetna univerzijada 2013., Svjetsko prvenstvo u vodenim športovima 2015., FIFA Konfederacijski kup 2017. i Svjetsko prvenstvo u nogometu 2018.

## Vanjske poveznice
|  | Zajednički poslužitelj ima još gradiva o temi Arena Kazanj |

- Službena stranica